# 聖サヴァ勲章
聖サヴァ勲章(せいサヴァくんしょう、セルビア・クロアチア語:Orden svetog Save)は、セルビア王国、ユーゴスラビア王国の勲章。5等級存在する。1883年1月23日にセルビア王国国王ミラン1世によって制定された。名称はセルビア正教会の聖人であるサヴァから取られている。
主にセルビア王国や王室、正教会に対し、芸術や科学、教育、信仰といった分野で顕著な活動・貢献をした一般市民のために制定されたが、1914年からは軍功を上げた軍人も授与の対象となった。
1918年、セルビア王国は周辺諸国とともにユーゴスラビア王国に統一したが、聖サヴァ勲章はそのままユーゴスラビア王国に受け継がれ、以降1945年に王国が崩壊するまでユーゴスラビア国王によって授与され続けた。現在はセルビア正教会によって授与されており、同正教会内では最高位の勲章となっている。

## 著名な受章者
- 渋沢栄一 - 実業家
- 安達峰一郎 - 外交官
- 稲垣三郎 - 陸軍軍人
- ヴィクトリア - 大英帝国最盛期のイギリスの君主
- オルガ・ティス・エラザス[1] - 旧ギリシャ王国王族
- アレクサンダル・カラジョルジェヴィチ - 旧ユーゴスラビア王国王族
- アレクサンドル・カレリン - グレコローマンレスリング選手
- エミール・クストリッツァ - 映画監督、俳優
- 栗田直八郎 - 陸軍軍人
- ヘレン・ケラー - 教育家、社会福祉活動家
- アン・サリヴァン - ヘレン・ケラーの家庭教師
- ノバク・ジョコビッチ - 男子プロテニス選手
- ステパ・ステパノヴィッチ - セルビア陸軍元帥
- ブラデ・ディバッツ - プロバスケットボール選手
- ニコラ・テスラ - 発明家
- カテリーナ・トドロヴィチ[2][3] - ピアニスト、塞国救難会賛助者
- 鍋島榮子[2][3] - 日本赤十字社篤志看護婦人会会長、塞国救難会会長[4][5]
- 宣仁親王妃喜久子 - 皇族
- ウラジーミル・プーチン - ロシア連邦大統領
- デヤン・ボディロガ - プロバスケットボール選手
- カール・マルデン - ハリウッド俳優
- ドラジャ・ミハイロヴィッチ[6] - ユーゴスラビア王国軍人
- ドミートリー・メドヴェージェフ - ロシア連邦大統領
- 安井藤治 - 陸軍中将
- リュミエール兄弟 - 映画発明者